# LEGO Batman film
LEGO Batman film (v anglickém originále The Lego Batman Movie) je americký rodinný animovaný film z roku 2017. Je spin-offem filmu LEGO příběh z roku 2014. Své hlasy poskytli Will Arnett, Zach Galifianakis, Michael Cera, Rosario Dawson a Ralph Fiennes.
Snímek měl světovou premiéru v Dublinu v Irsku dne 29. ledna 2017, ve Spojených státech amerických měl premiéru dne 10. února 2017. V České republice měl premiéru dne 9. února 2017. Film získal pozitivní reakce od kritiků, kteří výborně hodnotili animace, hlasy herců, hudbu, vizuální styl a humor. Celosvětově vydělal přes 312 milionu dolarů.

## Synopse
Po celosvětovém fenoménu LEGO příběh se dočkal filmového zpracování i LEGO Batman. I přesto, že Batman funguje v jednočlenné skupince, která bojuje proti zločinu, se musí spojit o ostatními občany města, aby zabránili Jokerovi v ovládnutí Gothamu.

## Obsazení
| Will Arnett        | Bruce Wayne / Batman                    |
| Zach Galifianakis  | Joker                                   |
| Michael Cera       | Robin                                   |
| Rosario Dawson     | Barbara Gordon / Batgirl                |
| Ralph Fiennes      | Alfred Pennyworth                       |
| Jenny Slate        | Doktorka Harleen Quinzel / Harley Quinn |
| Héctor Elizondo    | Komisař James Gordon                    |
| Mariah Carey       | Starostka McCaskillová                  |
| Eddie Izzard       | Lord Voldemort                          |
| Seth Green         | King Kong                               |
| Jemaine Clement    | Sauron                                  |
| Billy Dee Williams | Two-Face                                |
| Riki Lindhome      | Poison Ivy                              |
| Conan O'Brien      | Riddler                                 |
| Jason Mantzoukas   | Scarecrow                               |
| Zoë Kravitz        | Catwoman                                |
| Kate Micucci       | Clayface                                |
| Doug Benson        | Bane                                    |
| David Burrows      | Mr. Freeze                              |
| Matt Villa         | Killer Croc                             |
| John Venzon        | Tučňák                                  |
| Channing Tatum     | Superman                                |
| Ellie Kemper       | Phyllis                                 |
| Jonah Hill         | Hal Jordan / Green Lantern              |
| Adam DeVine        | Barry Allen / The Flash                 |

## Přijetí

### Tržby
Film vydělal 175,8 milionů dolarů v Severní Americe a Kanadě a 136,2 milionů dolarů v ostatních oblastech, celkově tak vydělal 312 milionů dolarů po celém světě. Rozpočet filmu činil 80 milionů dolarů. V Severní Americe byl projektován výdělek za první víkend okolo 60 milionu dolarů. Za čtvrteční premiérový večer vydělal 2,2 milionu dolarů a za páteční den 15 milionu dolarů. Za první víkend vydělal 53 milionu dolarů a stal se nejnavštěvovanějším snímkem.

### Recenze
Film získal pozitivní recenze od kritiků. Na recenzní stránce Rotten Tomatoes získal z 263 započtených recenzí 91 procent s průměrným ratingem 7,5 bodů z deseti. Na serveru Metacritic snímek získal z 48 recenzí 75 bodů ze sta. Na Česko-Slovenské filmové databázi snímek získal 70 procent.

### Ocenění
| Ocenění                                       | Kategorie         | Kategorie                       | Nominovaný                              | Výsledky  |
| --------------------------------------------- | ----------------- | ------------------------------- | --------------------------------------- | --------- |
| Austin Film Critics Association               | 8. ledna 2018     | Nejlepší animovaný film         | LEGO Batman film                        | nominace  |
| American Cinema Editors Awards                | 26. ledna 2018    | Nejlepší střih – animovaný film | David Burrows, Matt Villa a John Venzon | nominace  |
| Central Ohio Film Critics Association         | 4. ledna 2018     | Nejlepší animovaný film         | LEGO Batman film                        | nominace  |
| Critics' Choice Movie Awards                  | 11. ledna 2018    | Nejlepší animovaný film         | LEGO Batman film                        | nominace  |
| Denver Film Critics Society                   | 15. ledna 2018    | Nejlepší animovaný film         | LEGO Batman film                        | nominace  |
| Detroit Film Critics Society                  | 7. prosince 2017  | Nejlepší animovaný film         | LEGO Batman film                        | vítězství |
| Florida Film Critics Circle                   | 23. prosince 2017 | Nejlepší animovaný film         | LEGO Batman film                        | nominace  |
| Heartland Film Festival                       |                   | Truly Moving Picture Award      | Chris McKay                             | vítězství |
| Houston Film Critics Society                  | 6. leden 2018     | Nejlepší animovaný film         | LEGO Batman film                        | nominace  |
| MTV Movie & TV Awards 2017                    |                   | Nejlepší komediální vystoupení  | Will Arnett                             | nominace  |
| Phoenix Film Critics Society                  | 19. prosince 2017 | Nejlepší animovaný film         | LEGO Batman film                        | nominace  |
| Phoenix Critics Circle                        | 16. prosince 2017 | Nejlepší animovaný film         | LEGO Batman film                        | nominace  |
| Satellite Awards                              | 10. února 2018    | Nejlepší animovaný film         | LEGO Batman film                        | nominace  |
| Seattle Film Critics Society                  | 18. prosince 2017 | Nejlepší animovaný film         | LEGO Batman film                        | nominace  |
| St. Louis Film Critics Association Awards     | 17. prosince 2017 | Nejlepší animovaný film         | LEGO Batman film                        | nominace  |
| Teen Choice Awards 2017                       |                   | Herec: Komedie                  | Will Arnett                             | nominace  |
| Utah Film Critics Association                 | 17. prosince 2017 | Nejlepší animovaný film         | LEGO Batman film                        | 2. místo  |
| Washington D.C. Area Film Critics Association | 8. prosince 2017  | Nejlepší animovaný film         | LEGO Batman film                        | nominace  |
| Washington D.C. Area Film Critics Association | 8. prosince 2017  | Nejlepší hlas                   | Michael Cera                            | nominace  |
| Washington D.C. Area Film Critics Association | 8. prosince 2017  | Nejlepší hlas                   | Will Arnett                             | nominace  |